# Sanicula
Sanicula es un género de plantas fanerógamas en la familia Apiaceae (o Umbelliferae), la misma familia de la zanahoria. Posee cerca de  22 especies en Norteamérica.

## Descripción
Son hierbas perennes o bianuales, ramificadas, foliosas, esencialmente glabras, 1–6 dm de alto. Hojas orbiculares a pentagonales, 2.5–10 cm de diámetro, palmadamente 3–5-partidas, con divisiones ovado-lanceoladas a obovadas, acuminadas, lobadas y espinuloso-serradas; pecíolo envainador, más largo que la lámina. Inflorescencias en capítulos con 8–15 flores de las cuales 1–3 son flores perfectas y subsésiles y el resto flores estaminadas y filiforme-pediceladas, involucro inconspicuo, flores blanco-amarillentas o blanco-verdosas; cáliz con dientes lanceolados, acuminados, parcialmente ocultos por los acúleos del fruto; pétalos con el ápice delgado e inflexo; estilopodio y carpóforo obsoletos. Fruto subgloboso, 2–4 mm de diámetro, ligeramente comprimido lateralmente, las costillas obsoletas, la superficie densamente uncinado-aculeada, vitas irregulares o inconspicuas.
Comprende 103 especies descritas y de estas, solo 26 aceptadas.

## Taxonomía
El género fue descrito por Carlos Linneo y publicado en Species Plantarum 1: 235, en 1753.

#### Etimología
Sanicula: nombre genérico que deriva del diminutivo de la palabra latína sanare que significa "curar".

## Especies
- S. arctopoides
- S. arguta
- S. bipinnata
- S. bipinnatifida
- S. canadensis
- S. crassicaulis
- S. elata
- S. europaea - sanícula macho, hierba de san Lorenzo.[5]
- S. graveolens
- S. gregaria
- S. hoffmannii
- S. laciniata
- S. liberta Cham. & Schltdl. - pata de león.[5]
- S. marilandica
- S. peckiana
- S. maritima
- S. sandwicensis
- S. saxatilis
- S. trifoliata
- S. tuberosa